# Pokolsár
Koordináták: é. sz. 45° 50′ 44″, k. h. 26° 10′ 14″45.845497°N 26.170603°E

Pokolsár

Pokolsár (románul Balta Dracului) egy meleg iszapvulkán Kovászna belvárosában, a Főtér keleti peremén. Iszapját kezdetben fürdőkúrára használtak.

## Története

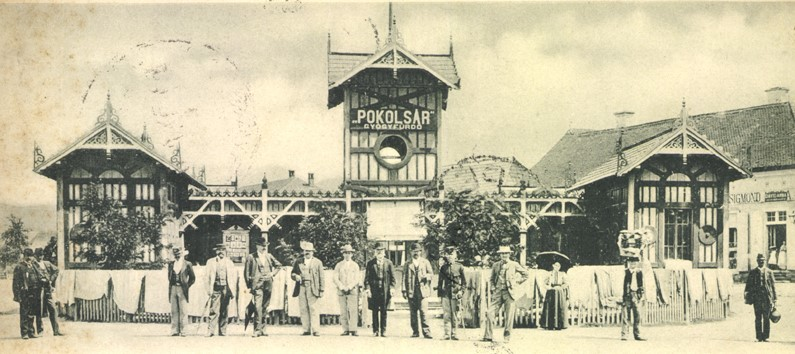
Pokolsár Gyógyfürdő 1902-ben

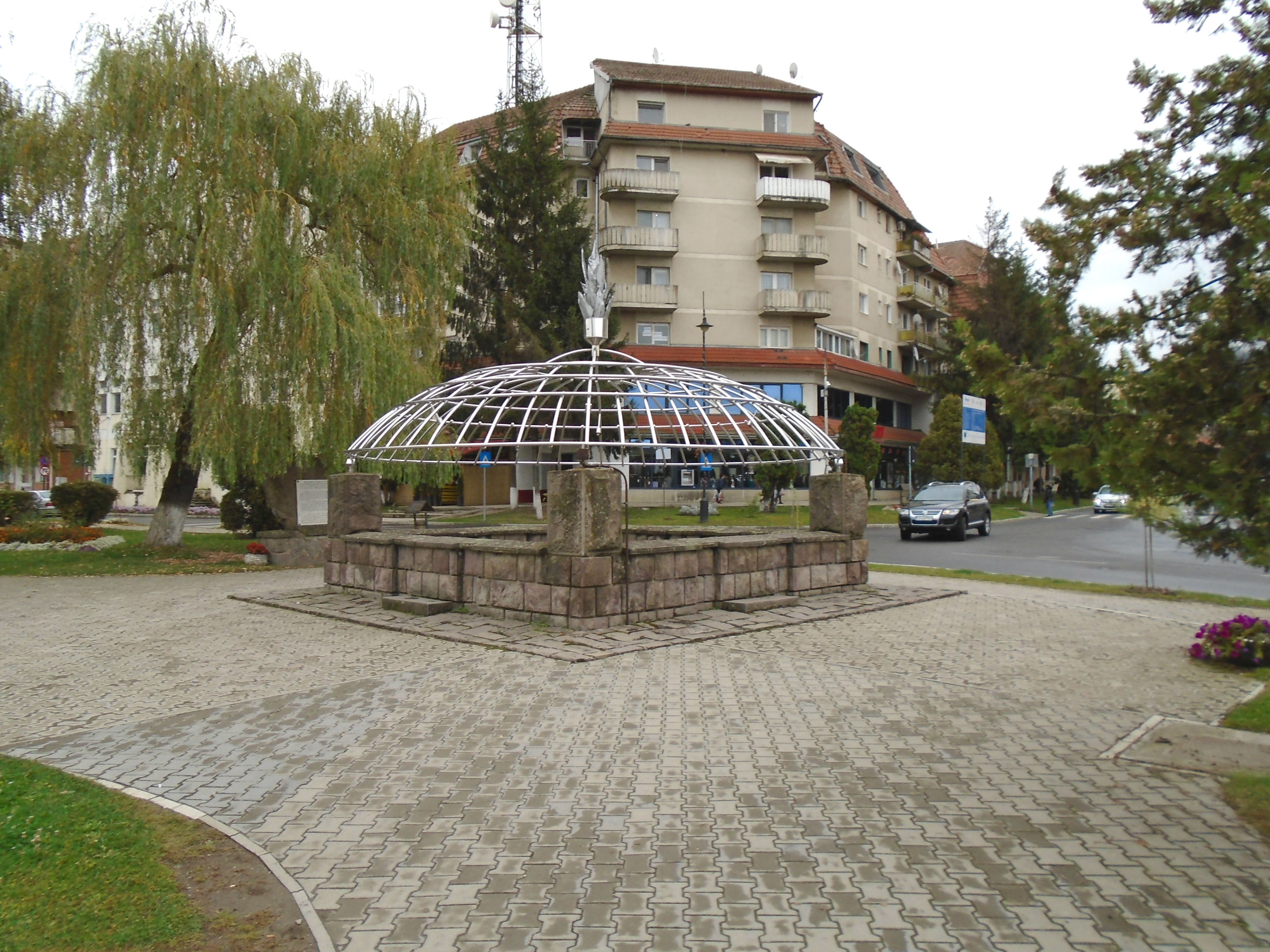
A Pokolsár épülete

A Pokolsár első leírása 1818-ból való.
A Pokolsár fürdőt 1881-ben nyitották meg „Pokolsár Fürdőintézet” néven, a későbbi fürdőtelep pedig a vajnafalvi Mikes-telken alakult ki Mikesfürdő néven. 
1896-ban Székelyföld című könyvében dr. Hankó Vilmos így írt Kovászna piacának csodaszámba menő természeti különlegességéről a Pokolsárról, annak az 1800-as évek végi állapotáról:
A piaczon díszes, tornyos és facifrázatokkal ékesített épület vonja magára figyelmünket...Pokolsár előtt állunk. Az épület belsejében különös moraj hallatszik, hasonló ahhoz, melyet a legerősebb forrásban levő víz áraszt. Belépve sajátságos szúrós, de nem kellemetlen szag üti meg orrunkat. Hatalmas deszkafallal két részre osztott vízmedence van előttünk: a Pokolsár ez, tombolva felfakadó, kavargó, örvénylő, zúgó, forrásban levő vizével. A medencze falából óriási erővel, nagy tömegben kiáramló széndioxidgáz dolgozik itten; ez a vizet nemcsak állandó hullámzásban tartja, hanem a medencze falát alkotó agyagpalát megpuhítva, összezúzva, felkavarva, hamuszürkévé teszi. A széndioxid a körlégnél nehezebb lévén, állandó gázréteg borítja a víz felszínét...A Pokolsár vize, mint valami háborgó vulkán, néha kicsap medencéjéből, s elöntéssel fenyegeti a vidéket
Ilyen kitöréseket többször is feljegyeztek, így például 1837-ben, 1856-ban és 1885-ben.
Az örvénylő, zúgó Pokolsár szeszélyes kitöréseit régebben több száz szekérnyi kővel és homokkal elfojtották. Ma egyszerű, dróthálóval letakart medencébe zárva vonja magára az odalátogatók figyelmét.

## Kitörései

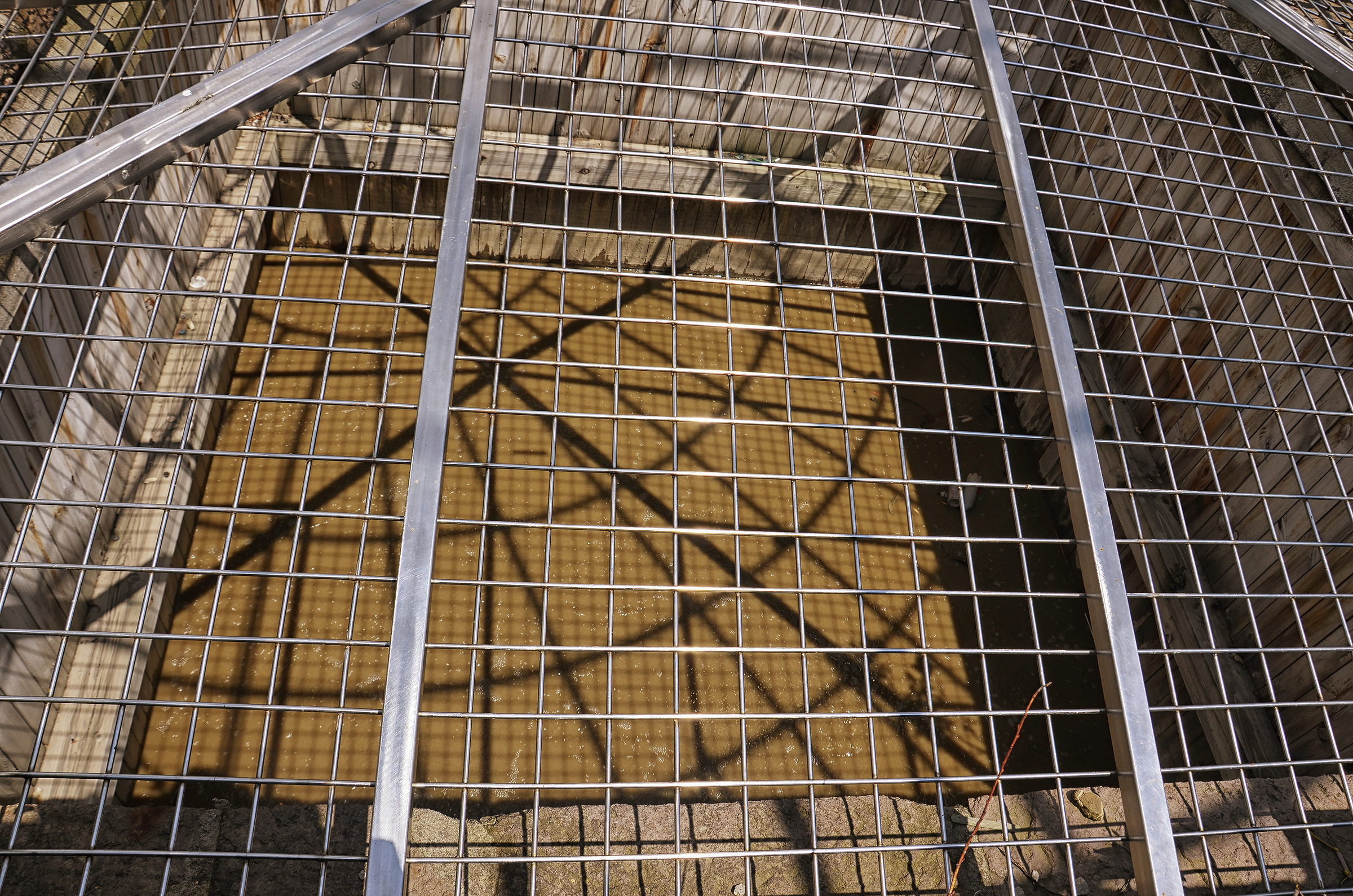
Pokolsár

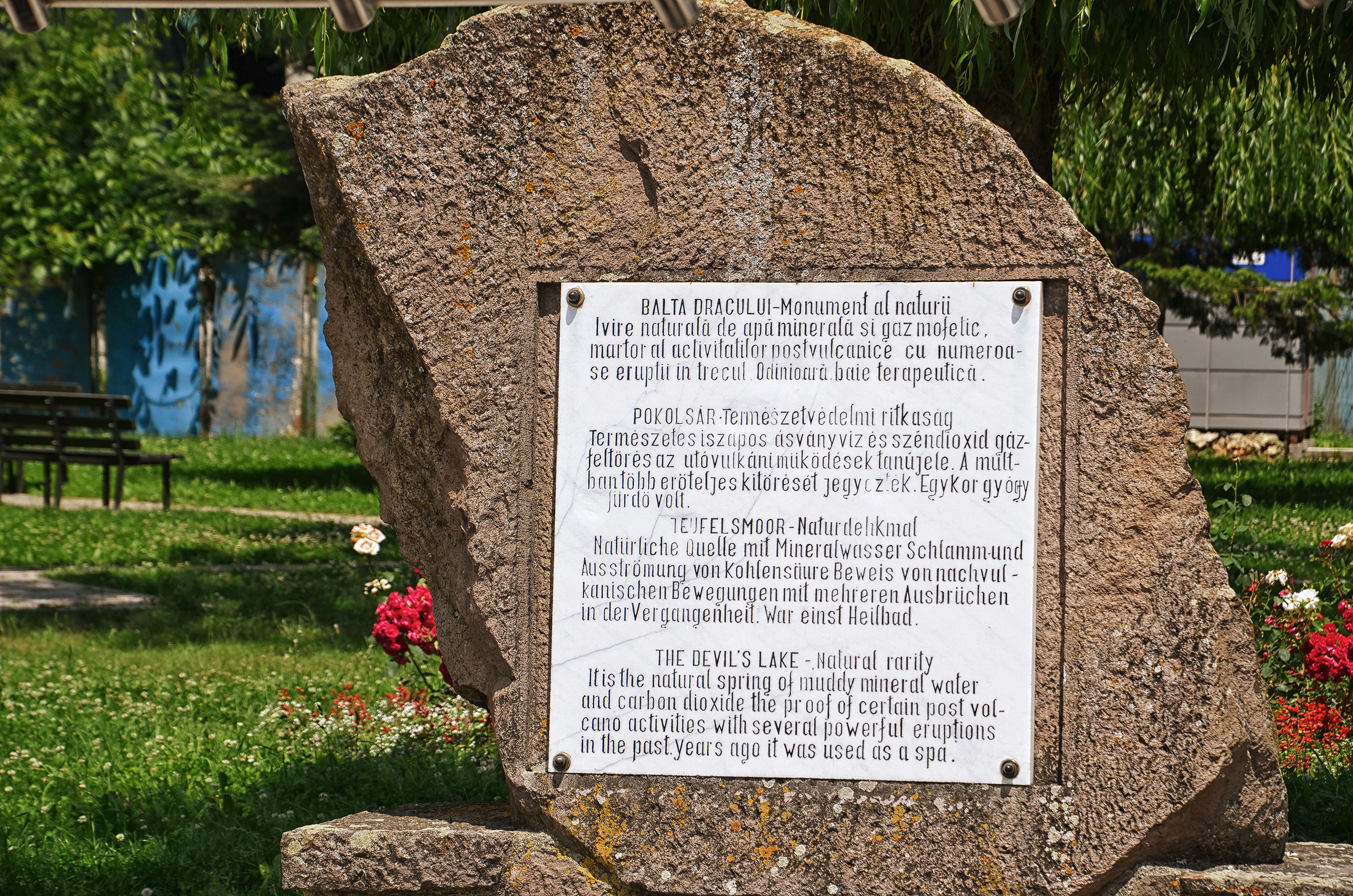
Többnyelvű leírás

A Pokolsár vasas, káliumos és lítiumos vizét a forrásból állandóan feltörő szén-dioxid és kén-dioxid tartja mozgásban. A kitörések általában téli időszakokban vannak. Ilyenkor a csapadékvíz, hólé beszivárog a talajba, ott megfagy, ezáltal betömi a föld mélyében képződő szén-dioxid nyílásait. A kiömlés vonala alatt összegyűlemlő szén-dioxid gáz a soha be nem fagyó Pokolsár vizén keresztül jut a legkisebb akadállyal a szabadba. Amikor a gázok feszítő ereje megnövekedik, a Pokolsár medencéjének falán az idevezető nyílásokon át a víztömegen keresztül utat törhet a szén-dioxid, nagy erővel, zajjal, robajjal rohanva, magával ragadva az útjába álló köveket, iszapot, vizet.

## A gyógyvíz összetétele
A Pokolsár vizének első vegyelemzését 1890-ben végezték el, ami szerint kitűnő alkáli-sós savanyú víz. A víz hőmérséklete 15,5 Celsius-fok volt.
Iszapja megszárítva hamvasszürke színű.

## Gyógyhatása
Vizét és iszapját csúzos, köszvényes és idegbántalmakra egyaránt sikerrel használják.